# (11532) Gullin
(11532) Gullin est un astéroïde de la ceinture principale.

## Description
(11532) Gullin est un astéroïde de la ceinture principale. Il fut découvert le 1er mars 1992 à La Silla par le programme UESAC. Il présente une orbite caractérisée par un demi-grand axe de 2,89 UA, une excentricité de 0,05 et une inclinaison de 3,2° par rapport à l'écliptique.

## Compléments